# Cour martiale (film, 1954)
Pour les articles homonymes, voir Cour martiale (homonymie).
Pour plus de détails, voir Fiche technique et Distribution.
Cour martiale (Carrington V.C.) est un film de procès britannique réalisé par Anthony Asquith, sorti en 1954.

## Synopsis
Le Major Carrington, V.C. (c'est-à-dire titulaire de la Victoria Cross), se trouve accusé de détournements de fonds et est traduit devant la cour martiale.

## Fiche technique
- Titre original : Carrington V.C.
- Titre français : Cour martiale
- Titre américain : Court-martial
- Réalisation : Anthony Asquith
- Scénario : John Hunter, d'après la pièce de Dorothy Christie et Campbell Christie (en)
- Direction artistique : Wilfred Shingleton
- Costumes : Raemonde Rahvis, Dolly Smith
- Photographie : Desmond Dickinson
- Son : Buster Ambler, Red Law
- Montage : Ralph Kemplen
- Production : Teddy Baird, John Woolf
- Société de production : Romulus Films
- Société de distribution : Independent Film Distributors
- Pays de production :  Royaume-Uni
- Langue originale : anglais
- Format : noir et blanc — 35 mm — 1,37:1 — son Mono (RCA Sound Recording)
- Genre : drame
- Durée : 106 minutes
- Date de sortie :
  - Royaume-Uni : 9 décembre 1954

## Distribution
- David Niven : Major "Copper" Carrington, V.C.
- Margaret Leighton : Valerie Carrington
- Noelle Middleton (en) : Capitaine Alison Graham
- Allan Cuthbertson : Lieutenant-Colonel Henniker
- Victor Maddern : le Bombardier Owen
- Raymond Francis : Major Mitchell
- Geoffrey Keen : le président de la cour martiale
- Newton Blick
- Mark Dignam : l'officier chargé de l'accusation
- Maurice Denham : Lieutenant-Colonel Reeve
- Laurence Naismith : Major Panton
- Clive Morton (en) : Lieutenant-Colonel Huxford
- John Glyn-Jones : Evans, le journaliste
- John Chandos : Adjudant Rawlinson

## Nominations
- BAFTA Awards 1955
  - David Niven pour le British Academy Film Award du meilleur acteur britannique
  - Margaret Leighton et Noelle Middleton (en) pour le British Academy Film Award de la meilleure actrice britannique
  - pour le British Academy Film Award du meilleur film britannique et pour le British Academy Film Award du meilleur film